# 制服真碍事
《制服真碍事》（日语：制服が邪魔をする），是AKB48的第2张单曲（若包含独立制作时期单曲则为第4张）。由DefSTAR Records Inc.于2007年1月31日发售。中心成員由前田敦子、高橋南擔當。

## 概要
继前作《想见你》之后，继续同时发售了附带DVD的初回限定盘版本与通常盘版本。两者除在是否附带DVD这一点上之外，在封面的样式上也有差别。
選拔成員较前作的20人减为14人。增田有华是首次被选入选拔组。故前作选拔组成员中大江朝美、戶島花、成田梨紗、梅田彩佳、小林香菜、野呂佳代、松原夏海7人落选。
PV的导演由须永秀明担任。外景拍摄是在涩谷中央街等地进行的。
本曲除作为单曲发行之外，同时还是“TeamA 3rd Stage「为了谁」”公演与“TeamA 4th Stage「正在恋爱中」”公演的组成曲目。B面单曲《Virgin love》则是“TeamK 2nd Stage「青春女孩」”公演的组成曲目。

## 媒體使用
制服真碍事
- 朝日电视台系《三竹天狗（日语：三竹天狗）》片尾主题歌

Virgin love
- 东京电视台系《Fight Tension☆Depart（日语：ファイテンション☆デパート）》主题歌

## 收录曲目

### 初回限定盘
1. 《制服真碍事》（制服が邪魔をする）[4:44]
作词：秋元康，作曲、编曲：井上義正（日语：井上ヨシマサ）
2. 《Virgin love》 [4:12]
作词：秋元康，作曲、编曲：
3. 《制服真碍事》（Instrumental）
4. 《Virgin love》（Instrumental）

DVD
1. 《制服真碍事》PV
2. Making of 《制服真碍事》

### 通常盤
1. 《制服真碍事》
2. 《Virgin love》
3. 《制服真碍事》（Instrumental）
4. 《Virgin love》（Instrumental）

## 选拔成员

### 制服真碍事
（中心成員：前田敦子、高橋南）
- Team A：板野友美、大島麻衣、小嶋陽菜、篠田麻里子、高橋南、中西里菜、前田敦子、峯岸南
- Team K：秋元才加、大島優子、小野惠令奈、河西智美、增田有華、宮澤佐江

### Virgin love
- Team K：秋元才加、今井優、梅田彩佳、大島優子、大堀恵、奥真奈美、小野恵令奈、河西智美、小林香菜、佐藤夏希、高田彩奈、野呂佳代、早野薫、増田有華、松原夏海、宮澤佐江